# Лампридий, Элий

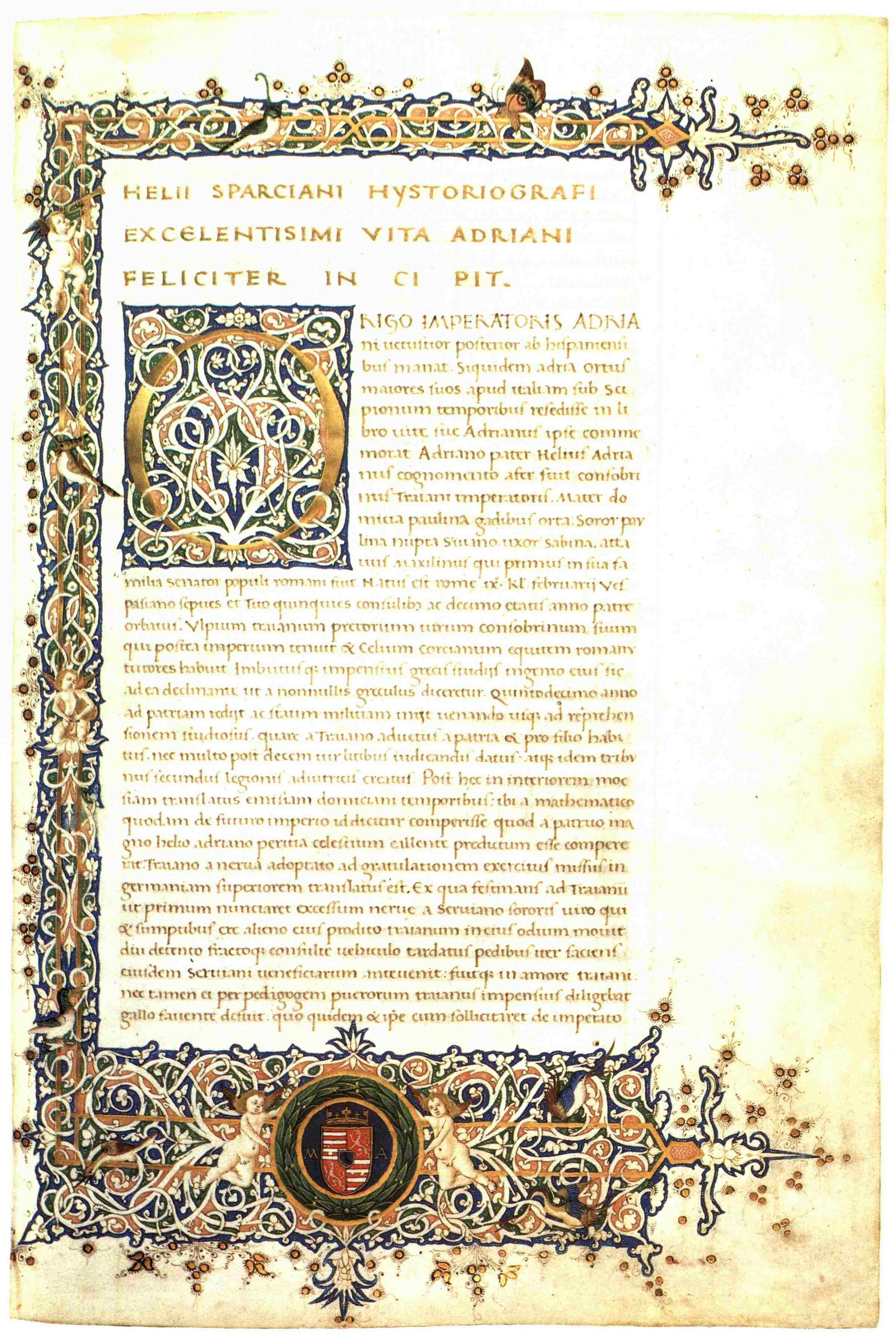
Лист рукописи «Авторов жизнеописаний августов» из Университетской библиотеки Будапешта, 1460—1470 гг.

Элий Лампридий (лат. Aelius Lampridius) — римский историк IV в. по Р. Хр., сочинения которого входят в состав так называемой «Scriptores Historiae Augustae» или Исто́рии А́вгустов.
Ему приписывают биографии (7,16-18) Коммода, Диадумена, Гелиогабала и Александра Севера, может быть, также Пертинакса и Геты.